# Ерджан Кара
Ерджан Кара (нім. Ercan Kara, нар. 3 січня 1996, Відень) — австрійський футболіст турецького походження, нападник «Самсунспора» та національної збірної Австрії. На умовах оренди грає за віденський «Рапід».

## Клубна кар'єра
Вихованець клубу «Слован-Гюттельдорфер» із рідного міста Відень. У листопаді 2011 року він дебютував за першу команду «Слована» у Віденській міській лізі. За підсумками сезону 2012/13 команда вилетіла до 5 ліги. У сезоні 2013/14 забив там 32 голи в 27 іграх, зацікавивши столичну «Аустрію». Перейшовши до цього клубу 2014 року Кара провів два сезони за резервну команду, взявши участь у 20 матчах Регіоналліги, але так до першої команди і не пробився.
2016 року Кара перейшов до віденського «Карабаха», за який у сезоні 2016/17 забив 35 голів у 30 іграх, ставши чемпіоном і найкращим бомбардиром Віденської міської ліги та допоміг команді вийти до Регіональної ліги. Там у сезоні 2017/18 він зіграв 29 матчів та забив 26 голів, ставши найкращим бомбардиром Регіональної ліги Схід. На сезон 2018/19 «Карабах» був перейменований у «Мауерверк». У тому сезоні він зіграв 28 матчів за команду і забив 22 голи, ставши найкращим бомбардиром втретє поспіль.
2019 року Кара перейшов до клубу другого дивізіону «Горн». Там Ерджан продовжив демонструвати високу результативність, забивши до кінця року 13 голів у 16 іграх чемпіонату, завдяки чому вже у січні 2020 року Кара перейшов до клубу Бундесліги «Рапід» (Відень), з яким підписав контракт до червня 2022 року.

## Виступи за збірну
31 березня 2021 року дебютував в офіційних матчах у складі національної збірної Австрії в грі кваліфікації до чемпіонату світу 2022 року проти Данії, замінивши на 75-й хвилині Ксавера Шлагера.
| Дата       | Місто      | Господарі         | Результат | Гості     | Турнір            | Голи | Примітки |
| ---------- | ---------- | ----------------- | --------- | --------- | ----------------- | ---- | -------- |
| 31-3-2021  | Відень     | Австрія           | 0 – 4     | Данія     | Відбір до ЧС 2022 | -    | 74'      |
| 1-9-2021   | Кишинів    | Молдова           | 0 – 2     | Австрія   | Відбір до ЧС 2022 | -    | 62'      |
| 4-9-2021   | Хайфа      | Ізраїль           | 5 – 2     | Австрія   | Відбір до ЧС 2022 | -    | 79'      |
| 7-9-2021   | Відень     | Австрія           | 0 – 1     | Шотландія | Відбір до ЧС 2022 | -    | 88'      |
| 9-10-2021  | Торсгавн   | Фарерські острови | 0 – 2     | Австрія   | Відбір до ЧС 2022 | -    | 88'      |
| 12-10-2021 | Копенгаген | Данія             | 1 – 0     | Австрія   | Відбір до ЧС 2022 | -    | 72'      |
| 15-11-2021 | Клагенфурт | Австрія           | 4 – 1     | Молдова   | Відбір до ЧС 2022 | -    | 81'      |
| Усього     |            | Матчів            | 7         |           | Голів             | 0    |          |